# HMS Sjöhästen (Shä)
HMS Sjöhästen (Shä) var en ubåt av Sjöormen-klass byggd vid Karlskronavarvet och sjösatt 1969. Sjöhästen såldes tillsammans med sina systrar till Singapore 1997, men till skillnad från dessa togs hon aldrig i tjänst utan plundrades på reservdelar och användes för utbildning.

## I skönlitteratur
HMS Sjöhästen förstörs under ett inledande skede av Sovjets invasion av Sverige i boken Operation Garbo.